# Christian Windler
Christian Windler-Dirisio (* 26. April 1960 in Basel) ist ein Schweizer Historiker.

## Leben
Nach der Maturität am Gymnasium Münchenstein bei Basel, studierte Christian Windler von 1979 bis 1985 Allgemeine Geschichte des Mittelalters und der Neuzeit, französische Sprachwissenschaft und französische Literaturwissenschaft an den Universitäten von Basel, Genf und Toulouse. Windler war von 1987 bis 1995 wissenschaftlicher Assistent am Historischen Seminar der Universität Basel, wo er 1990 mit einer Dissertation über Lokale Eliten, seigneurialer Adel und Reformabsolutismus in Spanien (1760–1808). Das Beispiel Niederandalusien promoviert wurde. Von 1992 bis 1998 arbeitete er am Habilitationsprojekt La diplomatie comme expérience de l'Autre: consuls français au Maghreb (1700–1840). 
Windler bekleidete von 2000 bis 2004 eine C3-Professur für die Geschichte des Romanischen Westeuropa an der Albert-Ludwigs-Universität Freiburg. Seit 2004 lehrt er als ordentlicher Professor für Neuere Geschichte an der Universität Bern.
Seine Forschungsschwerpunkte bilden französische und spanische Geschichte der Frühen Neuzeit und des frühen 19. Jahrhunderts.

## Schriften (Auswahl)
- Lokale Eliten, seigneurialer Adel und Reformabsolutismus in Spanien. (1760–1808). Das Beispiel Niederandalusien (= Vierteljahrschrift für Sozial- und Wirtschaftsgeschichte. Beiheft. 105). Steiner, Stuttgart 1992, ISBN 3-515-06212-2 (zugleich: Basel, Universität, Dissertation, 1991).
- La diplomatie comme expérience de l’Autre. Consuls français au Maghreb. (1700–1840) (= Bibliothèque des lumières. 60). Librairie Droz, Genf 2002, ISBN 2-600-00467-X (zugleich: Habilitations-Schrift, 1999).
- Missionare in Persien. Kulturelle Diversität und Normenkonkurrenz im globalen Katholizismus (17.–18. Jahrhundert) (= Externa. Geschichte der Außenbeziehungen in neuen Perspektiven. 12). Böhlau, Köln u. a. 2018, ISBN 978-3-412-51122-7.